# 방아

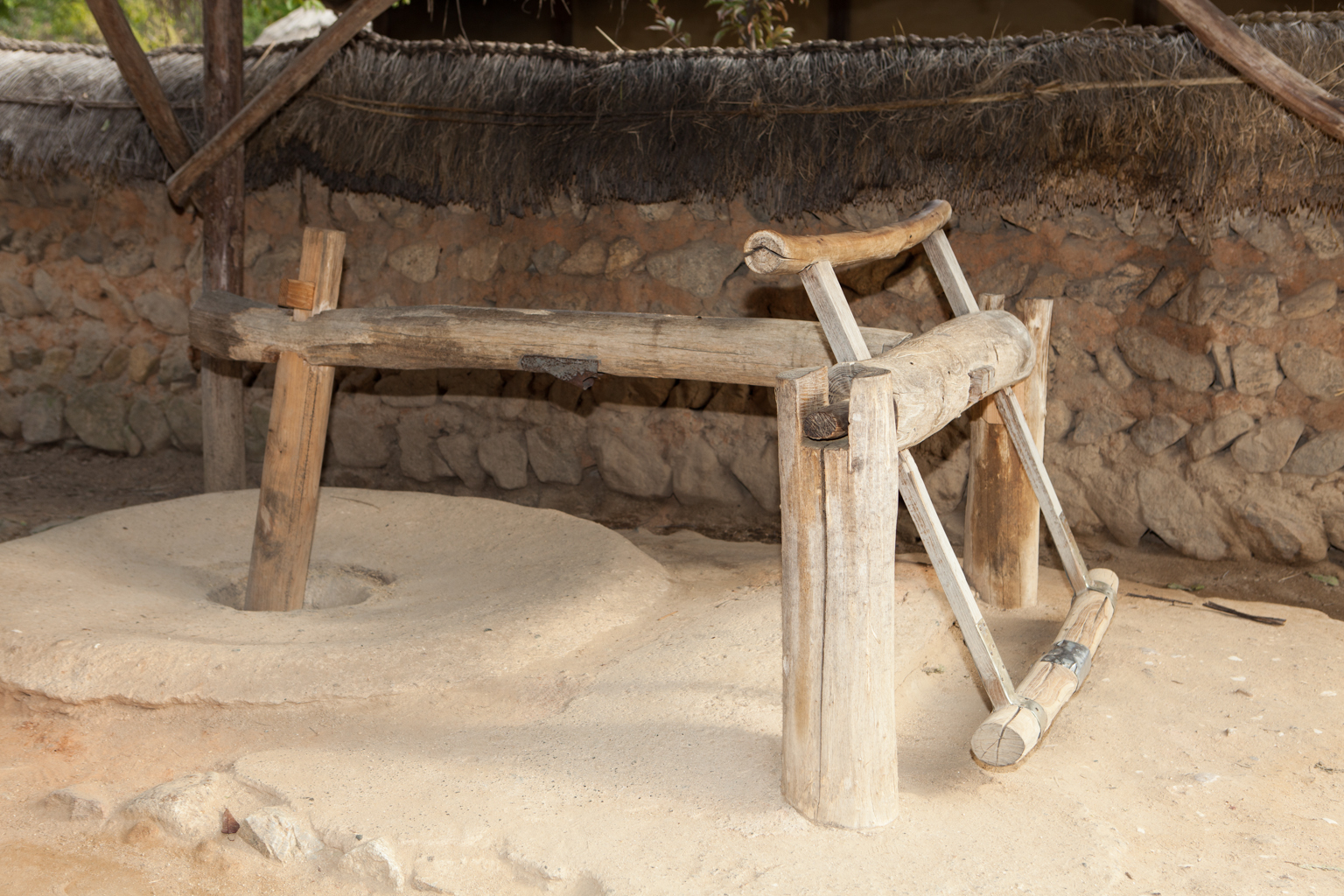
디딜방아

방아는 곡식을 빻는 기구이다. 디딜방아, 물레방아, 연자방아, 기계방아 등이 있다. 요즘은 대부분 도정공장에서 곡식을 찧거나 빻는다.

## 문화재 지정
- 제주 애월 말방아 (중요민속문화재 제32호)

## 같이 보기
- 맷돌
- 모찌